# University of Wisconsin–La Crosse
University of Wisconsin-La Crosse (UW-L) är ett statligt universitet i västra Wisconsin. Skolan grundades som La Crosse Normal School 1909, blev 1927 La Crosse State Teachers College och 1951 Wisconsin State College-La Crosse. 1971 tog skolan sitt nuvarande namn.

## Historia

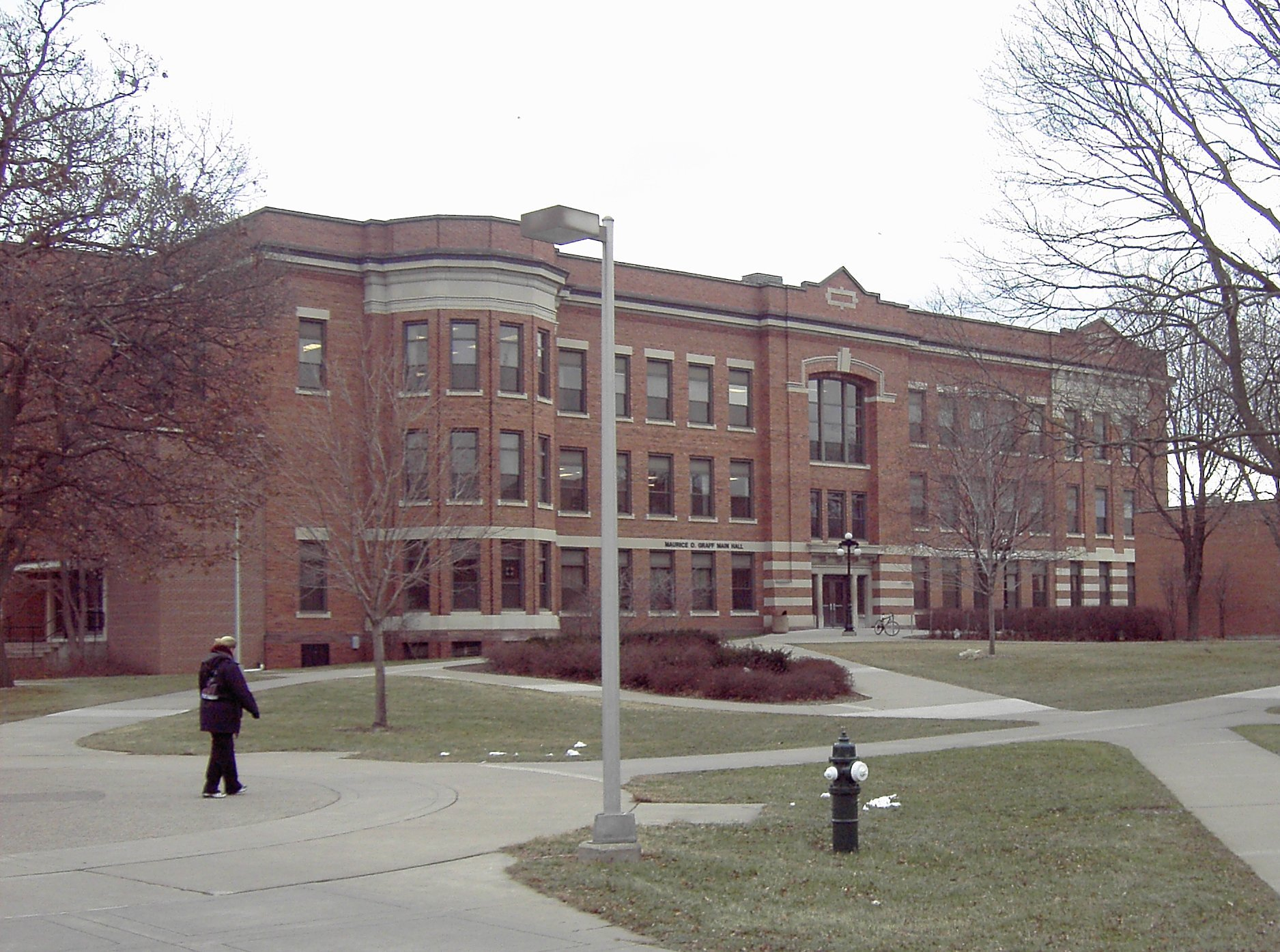
Graff Main Hall

Institutionen föddes 1909, då under namnet La Crosse Normal School. Den dåvarande målsättningen på skolan var att utbilda lärare för motsvarande grundskolenivå. Då sköttes utlärningen i Main Hall (sedan 1997 med namnet Graff Main Hall), som sedan dess kompletterats med cirka 30 ytterligare skolbyggnader.
Skolstarten 1909 skedde efter två tidigare, misslyckade försök. 1871 gjordes ett första försök under dåvarande borgmästaren Alexander McMillan, efter att man utfärdat obligationer till omkostnaderna till bygget. Staden La Crosse erbjöd sig även att donera 25 000 dollar till inköp av federal mark för den kommande skolan; trots detta rann skolprojektet ut i sanden. Borgmästaren Frank Powell ledde det andra skolförsöket, när han 1893 lät utse en skolstyrelse bestående av lokala politiker och affärsmän. Man var inblandad i en strid i delstaten om att få någon av de två normalskolorna som Wisconsin beslutat om. Till slut vann städerna Superior och Stevens Point den striden, och La Crosse blev utan.
Det tredje försöket blev mer framgångsrikt. Den lokala delstatssenatorn Thomas Morris motionerade 1905 för en normalskola även i La Crosse, och i april samma år klubbade delstatssenaten detta. Denna gång sköttes inköpet av mark och medel till bygget i samarbete mellan den federala normalskolestyrelsen och stadsstyret i la Crosse, och bygget sattes igång under våren 1907. Redan samma höst inleddes studier vid skolan, trots att den tre våningar höga skolbyggnaden inte var helt färdigställd.

## Verksamhet
Universitetet är del av det Madison-baserade universitetetssystemet inom University of Wisconsin. Man arrangerar närmare 90 olika utbildningar på grundnivå (130 utbildningar totalt), och cirka 20 procent av studenterna tar del av utbildningen på distans. Bland de olika utbildningar finns konstvetenskap, samhällsvetenskap och humaniora, vetenskap och hälsa, ekonomi och lärarutbildningar.
På universitetet verkar mer än 180 olika studentklubbar och studentorganisationer. Där finns även collegelaget UW-L Eagles som tävlar i Wisconsin Intercollegiate Athletic Conference och påhejas av skolmaskoten "Colbert the Eagle".
Hösten 2022 hade skolan drygt 9 300 studenter. Campuset i La Crosse täckte då en yta på 128 acres, motsvarande 52 hektar. I 2024 års rankning över USA:s bästa institutioner för högre utbildning placerade sig UW-L på 249:e plats.
Universitetet använder sig av en terminsbaserad akademisk kalender. Dess  studieavgift är på knappt 9 800 dollar, för studenter från andra delstater drygt 18 800 dollar.
Bland framstående alumner från UW-L finns MLB-catchern Vinny Rottino och före detta NFL-spelaren Bill Schroeder.